# 대한민국 민법 제331조
대한민국 민법 제331조는 질권의 목적물에 대한 민법 조문이다.

## 조문
제331조(질권의 목적물) 질권은 양도할 수 없는 물건을 목적으로 하지 못한다.